# Регбі на Олімпійських іграх
Змагання з регбі на літніх Олімпійських іграх вперше з'явилися на Олімпійських іграх 1900 в Парижі і відтоді включалися в програму трьох наступних Ігор. Після Олімпійських ігор 1924 в Парижі регбі був виключений з програми Ігор і буде відновлений на Олімпійських іграх 2016 в Ріо-де-Жанейро. Змагання будуть проводитися у форматі регбі-7 серед чоловіків і жінок.

## Результати та медалі
| Команда               | Ігри | Перемоги | Поразки | Забито | Пропущено | Різниця | Золото | Срібло | Бронза | Всього |
| --------------------- | ---- | -------- | ------- | ------ | --------- | ------- | ------ | ------ | ------ | ------ |
| США (USA)             | 3    | 3        | 0       | 64     | 3         | +61     | 2      | -      | -      | 2      |
| Франція (FRA)         | 5    | 3        | 2       | 116    | 53        | +63     | 1      | 2      | -      | 3      |
| Австралазія (ANZ)     | 1    | 1        | 0       | 32     | 3         | +29     | 1      | -      | -      | 1      |
| Велика Британія (GBR) | 2    | 0        | 2       | 11     | 59        | -48     | -      | 2      | -      | 2      |
| Німеччина (GER)       | 1    | 0        | 1       | 17     | 27        | -10     | -      | 1      | -      | 1      |
| Румунія (ROU)         | 2    | 0        | 2       | 3      | 98        | -95     | -      | -      | 1      | 1      |